# Alexandre Bastos
Alexandre Ereira Bastos, mais conhecido como Alexandre Bastos, (Lisboa, 30 de Novembro de 1954) é um arquitecto português.

## Biografia
Nasceu na cidade de Lisboa, em 30 de Novembro de 1954. Frequentou a Escola Superior de Belas Artes de Lisboa entre 1973 e 1976, tendo-se licenciado em arquitectura.
Segundo uma entrevista que deu ao Jornal Sudoeste em 2020, a sua escolha de carreira foi influenciada pelo seu pai e avô, que foram também arquitectos, tendo estudado as obras de grandes figuras daquela área em Portugal, como Orlando Ribeiro, José Veiga de Oliveira e Fernando Galhano.
Destacou-se pelas suas obras utilizando o material tradicional da taipa. Em 1993 concluiu um atelier de pintura de construção em taipa, obra que foi apresentada na sétima Conferência Internacional sobre o estudo e conservação da Arquitectura de terra, que se realizou nesse ano em Silves. Foi um dos autores da proposta que venceu o primeiro prémio do concurso para o restauro do Castelo de Paderne, organizado pelo Instituto Português do Património Arquitectónico. Os seus trabalhos também receberam uma especial atenção no concelho de Odemira, principalmente na freguesia de São Luís, onde residia nos princípios da década de 2020. Foi responsável pelo projecto de um edifício em taipa na freguesia de São Luís, que recebeu o nome de Atelier Alexandre Bastos. Em conjunto com a sua esposa, Teresa Beirão, desenhou o edifício do Mercado Municipal de São Luís, que foi igualmente construído em Taipa.
Além de arquitecto, também se evidenciou como fotógrafo e como artista gráfico, tendo produzido trabalhos de gravura, calcografia, xilogravura, litografia, linólio e serigrafia Produziu igualmente esculturas em gesso, barro e ferro, e fez trabalhos em cerâmica e painéis de azulejo. Participou em exposições colectivas de gravura, desenho e fotografia na Escola Superior de Belas Artes de Lisboa em 1976, e nesse ano também esteve presente numa exposição colectiva de desenho e pintura na galeria Codilivro. No ano seguinte marcou presença na exposição colectiva de desenho e pintura O papel como suporte na expressão plástica, organizada pela Sociedade Nacional de Belas Artes, e em 1982 expôs na Galeria Beira-Vouga, em São Pedro do Sul. Em 1983 fez uma exposição sobre as paisagens alentejanas em Portel, e no ano seguinte expôs na Galeria São Francisco, em Lisboa. Em 1986 expôs em Odemira, e em 1988 na Galeria G - Godinho em Lisboa. Em 1991 fez uma exposição de pintura na Galeria Inter-Atrium, no Porto, e em 1993 expôs em Odemira e na Galeria São Bento, em Lisboa. No ano seguinte teve uma exposição de pintura nas Galerias Estar e Vértice, em Lisboa, e em 1995 participou numa exposição colectiva no Convento do Beato. Em 1996 voltou a expor na Galeria Vértice, e no ano seguinte fez uma exposição de desenho e fotografia no Jardim Botânico de Lisboa. Em 1997 esteve presente numa exposição colectiva de pintura na Galeria Vértice, e em 1998 expôs na Galeria Municipal de Montemor-o-Novo. Fez exposições de pintura na Galeria Vértice entre 1998 e 2005, e em 2003 expôs na Galeria Castelo 66, em Lagos. Em 2004 e 2006 fez exposições na Galeria Corrente d‘arte, em Lisboa, e em Setembro de 2006 participou numa exposição colectiva, durantea  Bienal de Artes Plásticas de Alenquer. Em 2007 e 2008 expôs em Odemira e na Zambujeira, e em 2010 organizou uma exposição individual na Galeria São Mamede, em Lisboa. Foi igualmente responsável pela produção de vários cartazes sobre eventos culturais em Odemira. Algumas das suas obras foram também publicadas nos periódicos Artes e Casa Decoração. Também foi professor de expressão plástica na Cooperativa Cova da Zorra entre 1993 e 1995.
Esteve casado com a arquitecta Teresa Beirão, falecida em 11 de Fevereiro de 2015, que também se destacou pelos seus trabalhos em taipa no Sul do país.